# Lindre-Basse
Pour l’article homonyme, voir Lindre-Haute.
Lindre-Basse est une commune française située dans le département de la Moselle, en région Grand Est.

## Géographie
Située dans le Saulnois à proximité de la ville de Dieuze, la commune est bordée par la rive nord-ouest de l'étang du Lindre et la forêt domaniale de Saint-Jean. Le village est en bordure d’une chaîne d’étangs recouvrant 618 hectares où viennent nicher des dizaines d’espèces d’oiseaux migrateurs, le lieu sert d’observatoire ornithologique.
La commune fait partie du parc naturel régional de Lorraine et de la ZNIEFF du pays des étangs.

### Communes limitrophes
|                      | Lindre-Haute | Zommange   |
| Dieuze               | Lindre-Basse | Guermange  |
| Guéblange-lès-Dieuze | Gelucourt    | Tarquimpol |

### Hydrographie
La commune est située dans le bassin versant du Rhin au sein du bassin Rhin-Meuse. Elle est drainée par la Seille, le ruisseau de l'étang de Nolweiher, le ruisseau le Speck, le ruisseau de l'Étang Osterweiher, le ruisseau de l'Étang St-Jean et le ruisseau de l'Étang Voite.
La Seille, d'une longueur totale de 137,7 km, prend sa source dans la commune de Maizières-lès-Vic et se jette  dans la Moselle à Metz en limite avec Saint-Julien-lès-Metz, après avoir traversé 57 communes.
Le ruisseau de l'étang de Nolweiher, d'une longueur totale de 12,9 km, prend sa source dans la commune de Belles-Forêts et se jette  dans la Seille sur la commune, après avoir traversé cinq communes.

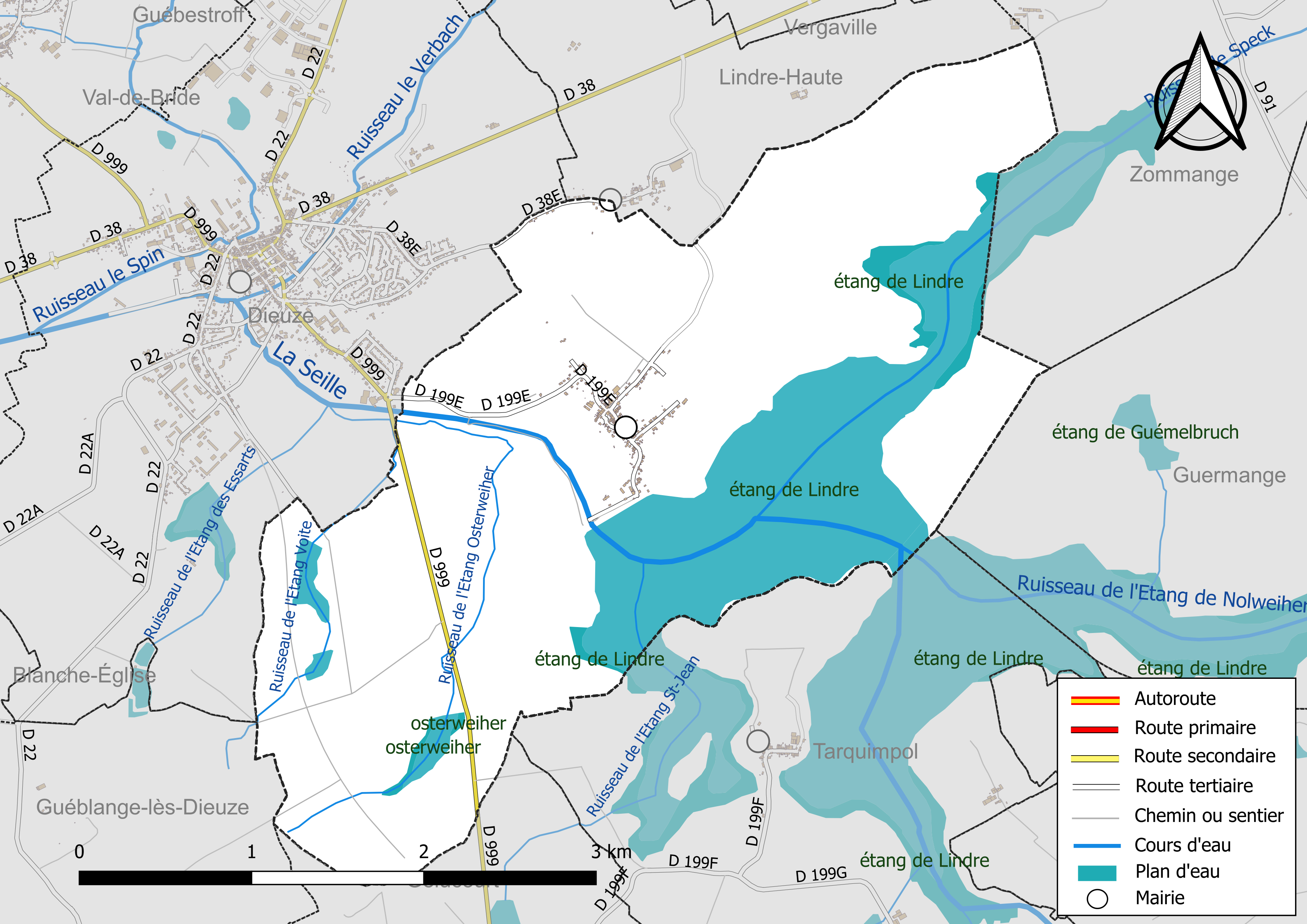
Réseaux hydrographique et routier de Lindre-Basse.

La qualité des eaux des principaux cours d’eau de la commune, notamment de la Seille et du ruisseau de l'Étang de Nolweiher, peut être consultée sur un site spécial géré par les agences de l’eau et l’Agence française pour la biodiversité.

### Climat
Pour des articles plus généraux, voir Climat du Grand Est et Climat de la Moselle.
En 2010, le climat de la commune est de type climat des marges montargnardes, selon une étude du Centre national de la recherche scientifique s'appuyant sur une série de données couvrant la période 1971-2000. En 2020, Météo-France publie une typologie des climats de la France métropolitaine dans laquelle la commune est exposée à un climat semi-continental et est dans une zone de transition entre les régions climatiques « Lorraine, plateau de Langres, Morvan » et « Vosges ». 
Pour la période 1971-2000, la température annuelle moyenne est de 10 °C, avec une amplitude thermique annuelle de 17 °C. Le cumul annuel moyen de précipitations est de 914 mm, avec 12 jours de précipitations en janvier et 9 jours en juillet. Pour la période 1991-2020, la température moyenne annuelle observée sur la station météorologique de Météo-France la plus proche, « Rodalbe », sur la commune de Rodalbe à 12 km à vol d'oiseau, est de 10,6 °C et le cumul annuel moyen de précipitations est de 737,2 mm. 
La température maximale relevée sur cette station est de 38,7 °C, atteinte le 24 juillet 2019 ; la température minimale est de −18,1 °C, atteinte le 26 décembre 2010,,. 
Les paramètres climatiques de la commune ont été estimés pour le milieu du siècle (2041-2070) selon différents scénarios d'émission de gaz à effet de serre à partir des nouvelles projections climatiques de référence DRIAS-2020. Ils sont consultables sur un site spécial publié par Météo-France en novembre 2022.

## Urbanisme

### Typologie
Au 1er janvier 2024, Lindre-Basse est catégorisée commune rurale à habitat dispersé, selon la nouvelle grille communale de densité à sept niveaux définie par l'Insee en 2022.
Elle est située hors unité urbaine. Par ailleurs la commune fait partie de l'aire d'attraction de Dieuze, dont elle est une commune de la couronne,. Cette aire, qui regroupe 31 communes, est catégorisée dans les aires de moins de 50 000 habitants,.

### Occupation des sols
L'occupation des sols de la commune, telle qu'elle ressort de la base de données européenne d’occupation biophysique des sols Corine Land Cover (CLC), est marquée par l'importance des territoires agricoles (42,8 % en 2018), une proportion sensiblement équivalente à celle de 1990 (43 %). La répartition détaillée en 2018 est la suivante : 
prairies (32,8 %), forêts (30,2 %), eaux continentales (21,6 %), terres arables (10 %), milieux à végétation arbustive et/ou herbacée (2,9 %), zones urbanisées (2,5 %). L'évolution de l’occupation des sols de la commune et de ses infrastructures peut être observée sur les différentes représentations cartographiques du territoire : la carte de Cassini (XVIIIe siècle), la carte d'état-major (1820-1866) et les cartes ou photos aériennes de l'IGN pour la période actuelle (1950 à aujourd'hui).

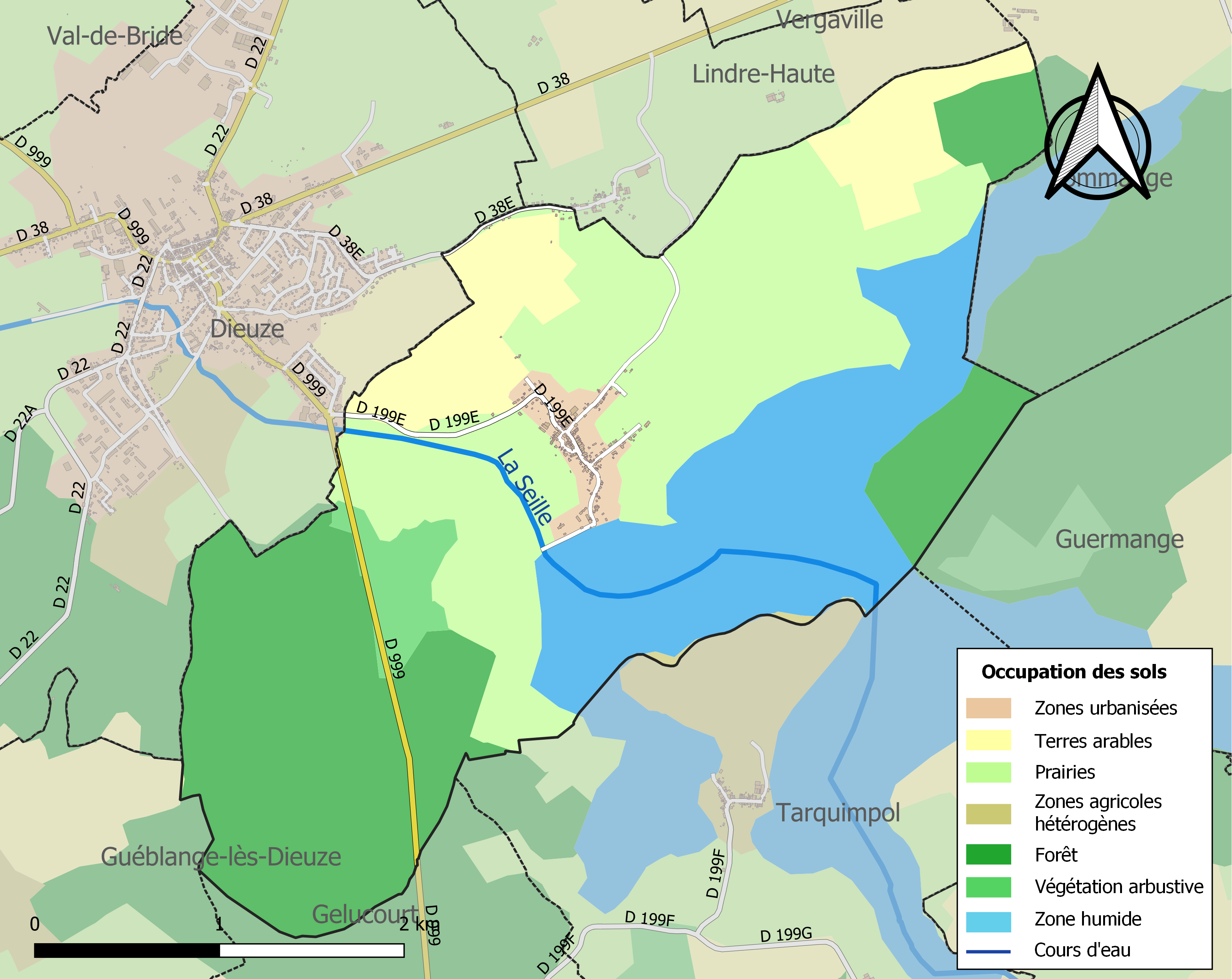
Carte des infrastructures et de l'occupation des sols de la commune en 2018 (CLC).

## Toponymie
- Origine du nom : du germanique « linde » (tilleul)[17], ou « linter », racine germanique signifiant « barque de pêcheur ».
- Lende (1269) ; Lindes (1297) ; Linder, la Baisse-Linder, la Baisse Lindre (1476) ; Linde (1479) ; Niderlinde, Nyderlinde (1525).
- L'annexion de 1871 conserva le toponyme roman, sauf à partir de 1915, durant la première guerre mondiale : Nieder Linder.

## Histoire
- Les deux Lindre ne formaient qu'un village.
- Ancienne province de Lorraine.
- Village formé autour de la saline qui cessa son activité à la fin du XVe siècle.

## Politique et administration
| Période                                  | Période  | Identité    | Étiquette | Qualité |
| ---------------------------------------- | -------- | ----------- | --------- | ------- |
| Les données manquantes sont à compléter. |          |             |           |         |
| mars 1983                                | En cours | Rémy Hamant | PS        |         |

## Démographie
L'évolution du nombre d'habitants est connue à travers les recensements de la population effectués dans la commune depuis 1793. Pour les communes de moins de 10 000 habitants, une enquête de recensement portant sur toute la population est réalisée tous les cinq ans, les populations de référence des années intermédiaires étant quant à elles estimées par interpolation ou extrapolation. Pour la commune, le premier recensement exhaustif entrant dans le cadre du nouveau dispositif a été réalisé en 2008.

En 2022, la commune comptait 222 habitants, en évolution de −0,45 % par rapport à 2016 (Moselle : +0,52 %, France hors Mayotte : +2,11 %).
| 1793 | 1800 | 1806 | 1821 | 1831 | 1836 | 1841 | 1846 | 1851 |
| ---- | ---- | ---- | ---- | ---- | ---- | ---- | ---- | ---- |
| 311  | 200  | 299  | 388  | 419  | 491  | 479  | 462  | 459  |

| 1856 | 1861 | 1871 | 1875 | 1880 | 1885 | 1890 | 1895 | 1900 |
| ---- | ---- | ---- | ---- | ---- | ---- | ---- | ---- | ---- |
| 410  | 368  | 364  | 359  | 356  | 366  | 363  | 359  | 331  |

| 1905 | 1910 | 1921 | 1926 | 1931 | 1936 | 1946 | 1954 | 1962 |
| ---- | ---- | ---- | ---- | ---- | ---- | ---- | ---- | ---- |
| 326  | 320  | 294  | 277  | 272  | 262  | 248  | 233  | 236  |

| 1968 | 1975 | 1982 | 1990 | 1999 | 2006 | 2008 | 2013 | 2018 |
| ---- | ---- | ---- | ---- | ---- | ---- | ---- | ---- | ---- |
| 254  | 239  | 229  | 228  | 231  | 218  | 214  | 231  | 213  |

| 2022 | - | - | - | - | - | - | - | - |
| ---- | - | - | - | - | - | - | - | - |
| 222  | - | - | - | - | - | - | - | - |

## Culture locale et patrimoine

### Lieux et monuments

#### Édifices civils
- Vestiges gallo-romains.
- Motte au lieu-dit le Puits Sale.
- Centre piscicole départemental, sur les berges de l'étang, installé par le conseil général de la Moselle.
- Le sentier d'interprétation de la Maison du Pays des Étangs va de Lindre-Basse à Tarquimpol.

#### Édifice religieux

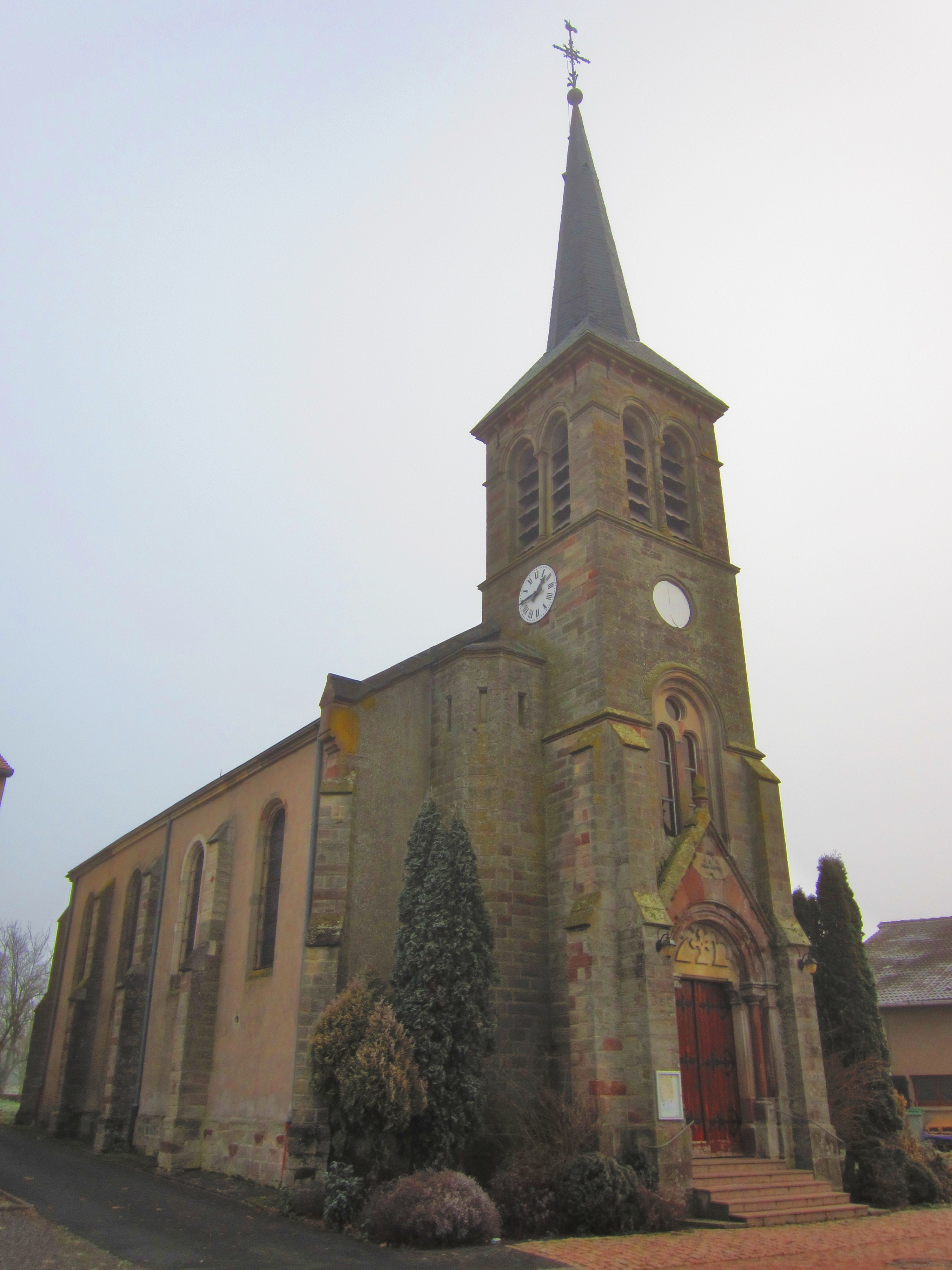
Église Saint-Remi.

- Église Saint-Remi néo-romane, 1893.